# Phragmatobia typica-intermedia
Phragmatobia typica-intermedia är en fjärilsart som beskrevs av Barend J. Lempke 1944. Phragmatobia typica-intermedia ingår i släktet Phragmatobia och familjen björnspinnare. Inga underarter finns listade i Catalogue of Life.